# Бородавчатый медосос
Бородавчатый медосос, или чешуйчатый медосос (лат. Anthochaera phrygia), — исчезающий вид воробьиных птиц из семейства медососовых (Meliphagidae). Обитают в Восточной Австралии.

## Описание
Длина птиц составляет 20—24 см, размах крыльев 30 см. Самцы крупнее и темнее, чем самки: самцы весят 41—45,5 г, самки — 33—45 г.
Голова, шея, верхняя часть груди и клюв чёрные, а нижняя часть спины и груди бледно лимонного цвета с черным волнистым рисунком. Перья коричневые, с ярко-жёлтыми краями, вокруг глаз с темно-розовым или кремовым оттенком. У птенцов оперение бледнее.
Бородавчатые медососы питаются нектаром, мелкими насекомыми и пауками.
Продолжительность жизни составляет около 10 лет. Особи достигают половой зрелости после 1 года жизни. Самка вьёт гнездо из коры эвкалипта, а также из травы или мелких веточек, и откладывает 2—3 яйца кремового цвета. Птенцы вылупляются через 14 дней. Птенцов кормят оба родителя, периодически (около 20 раз за час) покидая гнездо в поисках пищи. Через две недели после рождения птенцов родители обычно оставляют своё потомство.

## Ареал
Бородавчатые медососы были широко распространены на востоке Австралии. В настоящее время популяции этих птиц рассеяны, крупные колонии встречаются в северо-восточной части штата Виктории и на востоке Нового Южного Уэльса.

## Природоохранный статус
В связи с вырубкой лесов (мест обитания этих птиц), развитием сельского хозяйства и урбанизацией восточной части Австралии вид находится под угрозой исчезновения, МСОП присвоила ему охранный статус «Виды, находящиеся на грани полного исчезновения» (CR). В данный момент насчитывают всего 350—400 особей, и их число постоянно сокращается. Вид занесён в Красную Книгу Австралии в 1999 и в Красную Книгу штата Квинсленд в 1992 годах.